# Villotte-devant-Louppy
 Villotte-devant-Louppy  es una población y comuna francesa, en la región de Lorena, departamento de Mosa, en el distrito de Bar-le-Duc y cantón de Vaubecourt.

## Demografía
| 196 | 182 | 169 | 134 | 169 | 170 |
| Para los censos de 1962 a 1999 la población legal corresponde a la población sin duplicidades (Fuente: INSEE [Consultar]) |     |     |     |     |     |